# Eukoenenia angolensis
Eukoenenia angolensis är en spindeldjursart som först beskrevs av Jules Rémy 1956.  Eukoenenia angolensis ingår i släktet Eukoenenia och familjen Eukoeneniidae. Inga underarter finns listade i Catalogue of Life.